# Texas Rangers
Texas Rangers je poklicna bejzbolska ekipa iz mesta Arlington, Teksas. Trenutno je del Zahodne divizije Ameriške lige v Glavni bejzbolski ligi. Ekipa je osvojila zadnja dva naslova Ameriške lige, a prav tako izgubila obe Svetovni seriji, v kateri se je nedavno prebila: leta 2010 proti ekipi San Francisco Giants, leta 2011 pa proti moštvu St. Louis Cardinals. V svojem sedanjem stadionu Rangers Ballpark in Arlington igrajo od leta 1994 naprej. Ime ekipe izvira iz istoimenske slavne divizije organov kazenskega pregona.
Klub je bil ustanovljen leta 1961 pod imenom Washington Senators. Kot razširitvena ekipa je v prestolnico ZDA prišel potem, ko se je istoimenska ekipa iz Washingtona preselila v Minnesoto, kjer se je preimenovala v Minnesota Twins. Le sedem let zatem, po koncu sezone leta 1971, se je ekipa Senatorjev preselila v današnji dom v Arlingtonu, kjer je naslednjo pomlad začela igrati pod imenom Texas Rangers. 
Zasedba kluba se je doslej petkrat uvrstila v končnico lige (1996, 1998-99, 2010-11), to pa ji je vedno uspelo kot najboljši v svoji diviziji. Leta 2010 so se po zmagi nad moštvom Tampa Bay Rays prvič prebili čez Divizijsko serijo, po zmagi nad klubom New York Yankees po šestih tekmah pa so domov prinesli tudi prvi naslov Ameriške lige. V Svetovni seriji tega leta so v petih tekmah izgubili proti ekipi San Francisco Giants, a so še vedno postali prva ekipa iz Teksasa, ki ji je uspelo zmagati na Svetovni seriji (ekipa Houston Astros je na svetovni seriji leta 2005 izgubila vse štiri tekme). Naslednje leto so ponovno osvojili naslov Ameriške lige, bili na šesti tekmi Svetovne serije dvakrat le udarec stran od naslova prvakov lige MLB, a po sedmih tekmah na koncu izgubili proti ekipi St. Louis Cardinals.

## Nižje podružnice
| Stopnja        | Ekipa                 | Liga                    | Nahajališče                  |
| -------------- | --------------------- | ----------------------- | ---------------------------- |
| AAA            | Round Rock Express    | Pacific Coast League    | Round Rock, Teksas           |
| AA             | Frisco RoughRiders    | Texas League            | Frisco, Teksas               |
| Advanced A     | Myrtle Beach Pelicans | Carolina League         | Myrtle Beach, Južna Karolina |
| A              | Hickory Crawdads      | South Atlantic League   | Hickory, Severna Karolina    |
| Short Season A | Spokane Indians       | Northwest League        | Spokane, Washington          |
| Novinci        | AZL Rangers           | Arizona League          | Surprise, Arizona            |
| Novinci        | DSL Rangers           | Dominican Summer League | Dominikanska republika       |